# Metastrongylus apri
Metastrongylus apri är en rundmaskart som först beskrevs av Gmelin 1790.  Metastrongylus apri ingår i släktet Metastrongylus och familjen Metastrongylidae. Arten är reproducerande i Sverige. Inga underarter finns listade i Catalogue of Life.